# Steve Lowe
Stephen Lowe (Kanada, Ontario, Kitchener, 1977. május 3. –) kanadai jégkorongozó.

## Karrier
Komolyabb junior karrierjét az OHL-es Sault Ste. Marie Greyhoundsban kezdte 1994–1995-ben. Ebben a csapatban a következő szezon elejéig játszott mert akkor eligazolt a London Knightsba. 1996–1997-ben az OHL-es Belleville Bullsban, a North Bay Centennials és a Ottawa 67’sben játszott. Az 1995-ös NHL-drafton a Dallas Stars választotta ki a kilencedik kör 219. helyén. A National Hockey League-ben sosem játszott. Egy év szünet után a St. Thomas University csapatában játszott. 1999–2000-ben az UHL-es Saginaw Gearsben szerepelt. A következő idényben játszott a WCHL-es Tacoma Sabercatsben, az UHL-es Fort Wayne Komets és a szintén UHL-es New Haven Knightsban. A 2001–2002-es idényt az UHL-es Port Huron Border Catsben töltötte. 2002–2003-ban a WCHL-es Fresno Falconsban játszott mindössze két mérkőzést. 2003–2004-ben az ECHL-es Texas Wildcattersben és a szintén ECHL-es Cincinnati Cyclonesban volt kerettag. A szezon végén visszavonult.